# Cile ai XXI Giochi olimpici invernali
Il Cile ha partecipato ai XXI Giochi olimpici invernali di Vancouver, che si sono svolti dal 12 al 28 febbraio 2010, con una delegazione di 3 atleti.

## Sci alpino
| Gara    | Atleta       | 1° manche  | 2° manche  | Tempo totale | Posizione  |
| ------- | ------------ | ---------- | ---------- | ------------ | ---------- |
| Gigante | Jorge Mandrú | 1'24"96    | 1'26"59    | 2'51"55      | 52         |
| Super-g | Maui Gayme   | 1'36"56    | 1'36"56    | 1'36"56      | 42         |
| Super-g | Jorge Mandrú | non finito | non finito | non finito   | non finito |
| Discesa | Maui Gayme   | 1'59"76    | 1'59"76    | 1'59"76      | 49         |
| Discesa | Jorge Mandrú | 2'01"72    | 2'01"72    | 2'01"72      | 56         |

| Gara           | Atleta          | 1° manche | 2° manche  | Tempo totale | Posizione |
| -------------- | --------------- | --------- | ---------- | ------------ | --------- |
| Slalom         | Noelle Barahona | 58"74     | 59"08      | 1'57"82      | 41        |
| Gigante        | Noelle Barahona | 1'26"76   | non finito |              |           |
| Super-g        | Noelle Barahona | 1'28"66   | 1'28"66    | 1'28"66      | 35        |
| Discesa        | Noelle Barahona | 1'57"47   | 1'57"47    | 1'57"47      | 34        |
| Supercombinata | Noelle Barahona | 1'34"05   | 50"20      | 2'24"25      | 28        |